# Preux-au-Sart
Preux-au-Sart is een gemeente in het Franse Noorderdepartement (regio Hauts-de-France) en telt 233 inwoners (1999). De plaats maakt deel uit van het arrondissement Avesnes-sur-Helpe.

## Geografie
De oppervlakte van Preux-au-Sart bedraagt 5,1 km², de bevolkingsdichtheid is 45,7 inwoners per km².
De onderstaande kaart toont de ligging van Preux-au-Sart met de belangrijkste infrastructuur en aangrenzende gemeenten.

## Demografie
Onderstaande figuur toont het verloop van het inwonertal (bron: INSEE-tellingen).